# Iglesia de San Andrés (Toledo)
La iglesia de San Andrés es un templo católico de la ciudad española de Toledo, en el que conviven diversos estilos. De una parte, están presentes el mudéjar y el gótico, y, de otra, lo barroco, a raíz de la remodelación del siglo XVII. Tras la última restauración (1975) aparecieron interesantes tracerías en la fachada que evocan el goticismo del crucero. Se descubrió también un relieve visigodo y dos pilastras de la misma época. Del estilo mudéjar quedan restos dentro del templo y en las dos portadas, ambas enmarcadas con arco de herradura. 

## Descripción
La iglesia es de tres naves, en seis tramos, separadas por diferentes tipos de soportes: Columnas de orden toscano, pilares de ladrillo con columnillas adosadas y cardinas, en la cabecera; dos pilastras visigodas, a los pies, sobre las que montan un capital corintio y una basa, respectivamente, un fuste estriado y un cipo con inscripción sepulcral, y un capitel prerrománico y un cimacio visigodo reaprovechados. 

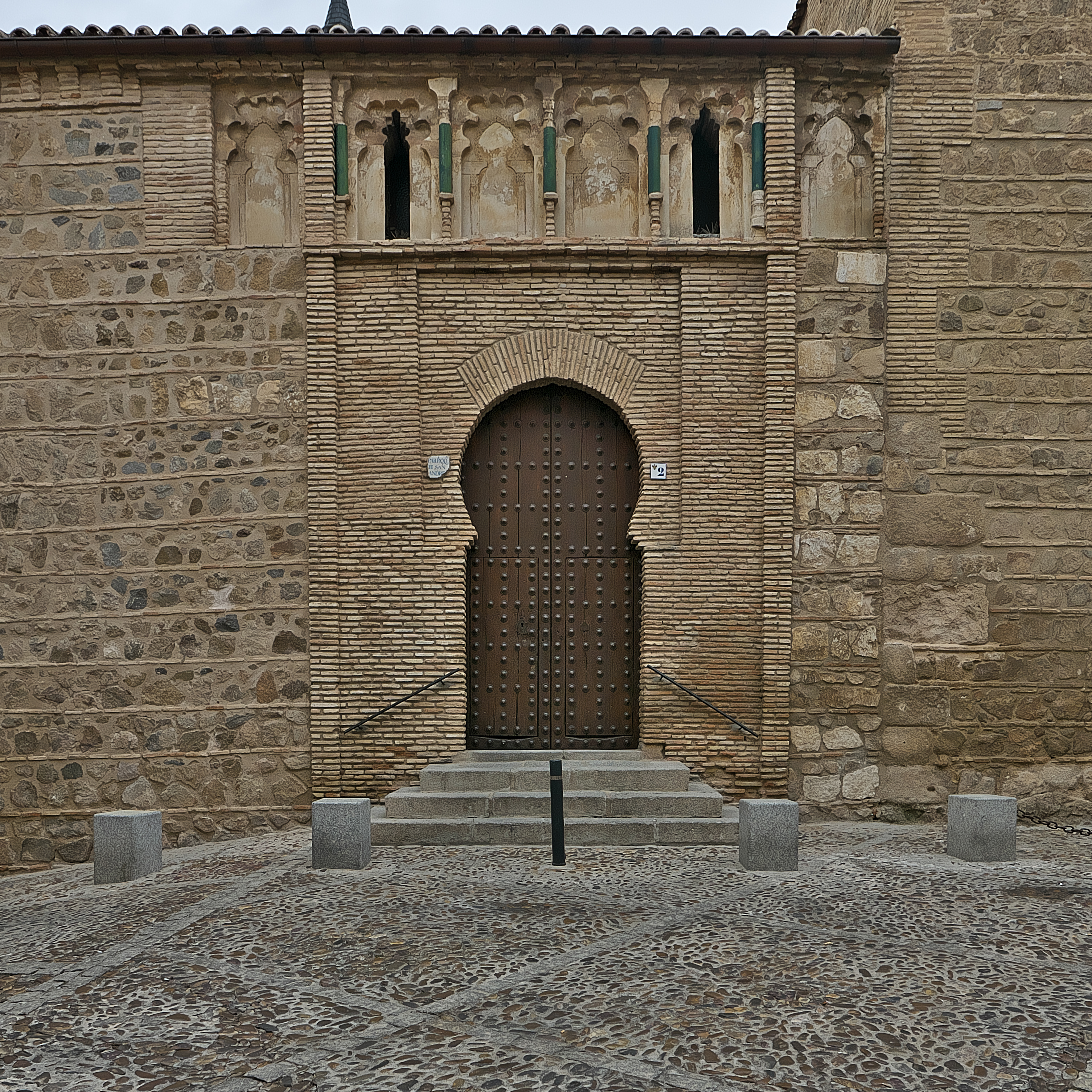
Portada

Los arcos en las naves no son de un mismo tipo; por el contrario, los hay de herradura, de herradura apuntada y de medio punto. En el paso hacia la capilla mayor, es decir, hacia el crucero, el arco es apuntado, con decoración de cardinas, y hay arcos apuntados en dicha capilla. Esta diferencia estilística en el alzado se repite en las cubiertas, cuya complejidad es enorme. En la nave central la techumbre es de madera, de limas moamares, con tirantes. En las naves laterales hay alfarjes con decoración pintada. El crucero es abovedado, como corresponde a la construcción gótica; la bóveda es de crucería estrellada. La capilla mayor, adornada por tres retablos, se cubre con bóveda de crucería, mientras que las capillas laterales están cubiertas con cúpulas. La misma diversidad estilística se aprecia en los monumentos sepulcrales que se encuentran en el interior de la iglesia. 
La fábrica al exterior es de mampostería con verdugadas de ladrillo, como la torre a los pies, rematada en un chapitel de pizarra, de estructura cuadrangular y con cuatro vanos de medio punto, entre pilastras toscanas, y un vano de herradura con alfiz. 
La amplia capilla mayor se diferencia sustancialmente del resto del edificio, pues está edificada con sillares de piedra. Blasones bien tallados aparecen tanto en los botareles de los contrafuertes góticos como en el centro del ábside. El retablo mayor, cuya traza se debe a Juan de Borgoña y a Antonio de Comontes, consta de treinta tablas, que representan escenas de la vida de Jesús, de la Virgen, de los apóstoles y de los santos. El claustro mudéjar es datable en torno a finales del siglo XII. En 1510, aparece Alonso de Covarrubias trabajando como escultor en esta iglesia en la ejecución de los sepulcros de Alonso y Mariana de Rojas, de factura tardogótica.